# Alice Phoebe Lou

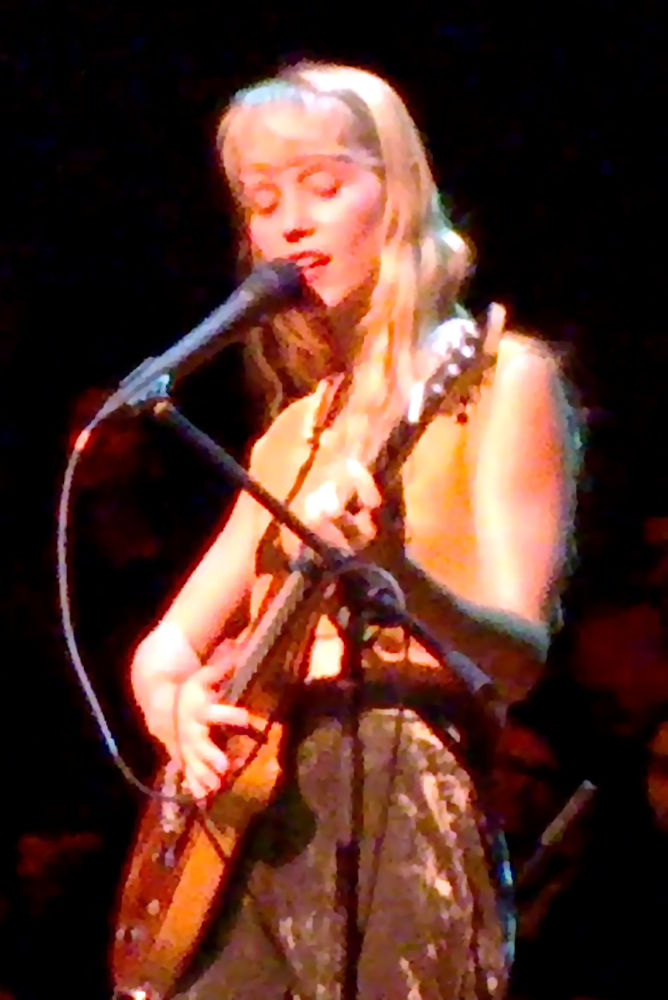

Alice Phoebe Lou (sinh năm 1993) là một ca sĩ-nhạc sĩ người Nam Phi hiện đang sống ở Berlin. Cô đã phát hành hai đĩa mở rộng (EP) và hai album. Vào tháng 12 năm 2017, bài hát "She" của cô trong bộ phim Bombshell: The Hedy Lamarr Story được đưa vào danh sách chọn lọc của Oscar cho hạng mục bản gốc hay nhất.

## Cuộc đời
Lou đã dành thời thơ ấu của mình ở Kommetjie trên bờ biển phía tây của bán đảo Cape ở Nam Phi và sau đó theo học trường Waldorf. Cha mẹ cô là những nhà làm phim tài liệu. Cô đã học piano khi còn là một đứa trẻ nhưng sau đó đã học chơi guitar. Trong năm 2010, cô đã trải qua kỳ nghỉ hè ở Paris và đây là lần đầu tiên của cô ở đây, cô sống với dì của mình nhưng sớm chuyển đến sống với một người bạn và bắt đầu kiếm tiền bằng cách múa lửa.

## Sự nghiệp
Ở Berlin, cô bắt đầu hát và chơi guitar khi cô phát hiện ra rằng điều này sinh lợi hơn là nhảy múa. Sau một năm nghỉ học, cô dự tính sẽ theo học đại học ở Nam Phi, nhưng cuối cùng quyết định quay lại Berlin. Tại Berlin, cô biểu diễn trên các tượng đài và công viên S-và U-bahn. Sau một tháng ở Berlin, cô cũng tham gia vào một chương trình truyền hình. Vào tháng 4 năm 2014, cô tự phát hành đĩa mở rộng "Momentum". Bài hát "Fiery Heart, Fiery Mind" từ đĩa mở rộng này trở nên nổi tiếng khi làm nhạc nền cho bộ phim phát hành năm 2015 "Ayanda".
Sau buổi biểu diễn tại TEDx ở Berlin vào ngày 6 tháng 9 năm 2014, cô bắt đầu nhận được đề nghị từ các hãng thu âm, nhưng cô muốn hoạt động nghệ thuật một cách độc lập. Vào tháng 12 năm 2014, cô phát hành một album trực tiếp "Live at Grüner Salon" để tài trợ cho việc thu âm album phòng thu đầu tay của cô.
Năm 2015, cô bắt đầu tham quan và tham gia lần đầu tiên tại lễ hội SXSW ở Mỹ vào năm 2015. Cô đã trở lại SXSW mỗi năm sau đó. Cô cũng biểu diễn tại TEDGlobal London vào năm 2015 và biểu diễn show Rodriguez trong chuyến lưu diễn Nam Phi năm 2016.
Vào tháng 4 năm 2016, Alice Phoebe Lou đã phát hành album "Orbit" của mình, được sản xuất bởi Matteo Pavesi và Jian Kellett-Liew, thông qua hãng nhạc Indie Music. Cô được đề cử giải Nghệ sĩ nữ xuất sắc nhất năm 2016 tại Đức và được mời tham gia một số chương trình truyền hình tại Đức để phỏng vấn và biểu diễn.
Cô đã đi lưu diễn ở Châu Âu, Nam Phi và Mỹ vào năm 2016 và tổ chức ba buổi biểu diễn bán hết vé tại Cung thiên văn Berlin. Nhiều buổi hòa nhạc và tour ca nhạc diễn ra tiếp theo sau năm 2017 nhưng Lou đã tiếp tục biểu diễn đường phố.
Vào tháng 12 năm 2017, cô tự phát hành chín ca khúc trong đĩa mở rộng "Sola"  và một cuốn sách có tiêu đề "Songs, poems and memories". Cũng trong tháng đó, đã có thông báo rằng bài hát "She" của cô trong bộ phim "Bombshell: The Hedy Lamarr Story" nằm trong danh sách chọn lọc cho giải Oscar trong hạng mục Bản gốc xuất sắc nhất. "She" là một đĩa đơn được phát hành vào ngày 23 tháng 2 năm 2018 với một video âm nhạc được đạo diễn bởi Natalia Bazina.